# Borowica (Lublin)
Pour les articles homonymes, voir Borowica.
Borowica (prononciation : [bɔrɔˈvit͡sa]) est un village polonais de la gmina de Łopiennik Górny dans le powiat de Krasnystaw de la voïvodie de Lublin dans l'est de la Pologne.
Il se situe à environ 8 kilomètres à l'est de Łopiennik Górny (siège de la gmina), 8 kilomètres au nord de Krasnystaw (siège du powiat) et 45 kilomètres au sud-est de Lublin (capitale de la voïvodie).
Le village comptait approximativement une population de 321 habitants en 2006.

## Histoire
De 1975 à 1998, le village est attaché administrativement à la Voïvodie de Chełm.

Depuis 1999, il fait partie de la nouvelle voïvodie de Lublin.